# 229
| [ Edytuj tabelę ] |                                             |
| Władca Korei      | - 227 Tongch’ŏn 248                         |
| Papież            | - 217 Hipolit Rzymski 235 - 222 Urban I 230 |
| Król Persji       | - 224 Ardaszir I 241                        |
| Cesarz Rzymu      | - 222 Aleksander Sewer 235                  |

Rok 229 / CCXXIX
stulecia: II wiek ~
III wiek ~
IV wiek

lata: 219 «
224 «
225 «
226 «
227 «
228 «
229
» 230
» 231
» 232
» 233
» 234
» 239

## Wydarzenia
- Sauromates III został współrządcą Królestwa Bosporańskiego.
- Sun Quan, król Wu, przybrał tytuł cesarski.